# Ottone da Novara
Ottone da Novara (Novara, ... – Novara, 1196) è stato un vescovo cattolico italiano.

## Biografia
Ottone nacque a Novara nella seconda metà dell'XII secolo.
Eletto vescovo di Novara nel 1192, di lui si sa che fu presente il 3 giugno 1194 alla cerimonia di concessione di un diploma da parte dell'imperatore Enrico VI di Svevia al Monastero di Leno; egli stesso, il 9 giugno 1196, a Milano, dal medesimo Imperatore, ricevette un diploma di conferma di possesso dei propri beni nella Chiesa novarese.
Morì a Novara in quello stesso 1196.